# فاستون، یورک‌شر شمالی
فاستون (به انگلیسی: Foston) یک روستا و محله مدنی در بریتانیا است که در رآیدل واقع شده‌است. فاستون ۲۶۳ نفر جمعیت دارد.